# Harmuza
Harmuza (Ἅρμουζα πόλις) fou una antiga ciutat capital del districte d'Harmozia a la regió de Carmània actualment a Iran. Se suposa que vers el 1400 els habitants d'aquesta ciutat van fugir dels atacs de Tamerlà cap a una illa propera que fou coneguda per Ormuz i que dona nom a l'estret entre Oman i l'Iran. Fou possessió dels portuguesos des del 1507 quan la va ocupar Albuquerque, i la van retenir fins al 1622 quan el xa persa Abbas, ajudat pels anglesos, la va conquerir. Els perses van fundar a la costa Bandar Abbas, en un intent de desviar cap allí el comerç que sota els portuguesos es feia a Ormuz però no hi van reeixir. D'Harmuza com de Bandar Abbas, només romanen ruïnes.